# Mount Utrennyy
Mount Utrennyy är ett berg i Antarktis. Det ligger i Östantarktis. Australien gör anspråk på området. Toppen på Mount Utrennyy är 1 196 meter över havet.
Terrängen runt Mount Utrennyy är platt åt nordväst, men åt sydost är den kuperad. Trakten är obefolkad. Det finns inga samhällen i närheten.